# Джей Хардвей
Джей Хардвей (англ. Jay Hardway; стилизованный как JΔY HΔRDWΔY; настоящее имя — Йобке Питер Хендрик Хейблом (нидерл. Jobke Pieter Hendrik Heiblom); род. 27 апреля 1991, Нидерланды) — нидерландский диджей. Он записывается на лейбле Spinnin’ Records. Известен своим синглом «Wizard» с участием Мартина Гаррикса. Сингл попал в хит-парады во Франции, Нидерландах и Бельгии.
В 2018 году занял 64 место в списке лучших диджеев мира по версии журнала DJ Magazine.

## Биография
Джей Хардвей в сотрудничестве с Мартином Гарриксом записывает сингл «Wizard», через SoundCloud. В марте 2013 они выпустили сингл «Error 404» на лейбле Doorn Records. 2 декабря Джей и Мартин на лейбле Spinnin’ Records записывают сингл «Wizard». Композиция стояла на 16-й позиции в Нидерландах и на 7-й в Великобритании. В мае 2014 Джей выпускает свой первый сольный сингл «Bootcamp»; видеоклип к одноимённой композиции был просмотрен 6.8 млн раз на YouTube. В 2015 году Джей совместно с Майком Хокинсом записывает сингл «Freedom».

## Дискография

### Синглы
| Название                                        | Год  | Позиции в чарте | Позиции в чарте | Позиции в чарте | Позиции в чарте | Позиции в чарте | Позиции в чарте | Позиции в чарте | Позиции в чарте | Сертификаты | Альбом      |
| Название                                        | Год  | NLD             | AUT             | BEL             | FRA             | GER             | SWE             | SWI             | UK              | Сертификаты | Альбом      |
| ----------------------------------------------- | ---- | --------------- | --------------- | --------------- | --------------- | --------------- | --------------- | --------------- | --------------- | ----------- | ----------- |
| «Registration Code» (Совместно с Martin Garrix) | 2012 | —               | —               | —               | —               | —               | —               | —               | —               |             | Вне альбома |
| «Error 404» (Совместно с Martin Garrix)         | 2013 | —               | —               | —               | —               | —               | —               | —               | —               |             | Вне альбома |
| «Wizard» (Совместно с Martin Garrix)            | 2013 | 16              | 34              | 6               | 31              | 30              | 21              | 29              | 7               | - GLF: Gold | Gold Skies  |
| «Bootcamp»                                      | 2014 | —               | —               | 75              | —               | —               | —               | —               | —               |             | Вне альбома |
| «Freedom» (Совместно с Mike Hawkins)            | 2014 | —               | —               | —               | —               | —               | —               | —               | —               |             | Вне альбома |
| «Voodoo» (Совместно с DVBBS)                    | 2015 | —               | —               | —               | —               | —               | —               | —               | —               |             | Вне альбома |
| «Wake Up»                                       | 2015 | —               | —               | —               | —               | —               | —               | —               | —               |             | Вне альбома |
| «Electric Elephants»                            | 2015 | —               | —               | 76              | —               | —               | —               | —               | —               |             | Вне альбома |
| «Home» (Совместно с Firebeatz)                  | 2015 | —               | —               | —               | —               | —               | —               | —               | —               |             | Вне альбома |
| «Stardust»                                      | 2016 | —               | —               | —               | —               | —               | —               | —               | —               |             | Вне альбома |
| «El Mariachi» (Совместно с Bassjackers)         | 2016 | —               | —               | —               | —               | —               | —               | —               | —               |             | Вне альбома |
| «Dinosaur» (Совместно с Bassjackers)            | 2016 | —               | —               | —               | —               | —               | —               | —               | —               |             | Вне альбома |
| «Somnia»                                        | 2016 | —               | —               | —               | —               | —               | —               | —               | —               |             | Вне альбома |
| «Spotless» (Совместно с Martin Garrix)          | 2016 | —               | —               | —               | —               | —               | —               | —               | —               |             | Seven       |
| «Amsterdam»                                     | 2016 | —               | —               | —               | —               | —               | —               | —               | —               |             | Вне альбома |
| «Scio»                                          | 2017 | —               | —               | —               | —               | —               | —               | —               | —               |             | Вне альбома |
| «Golden Pineapple»                              | 2017 | —               | —               | —               | —               | —               | —               | —               | —               |             | Вне альбома |
| «Coffee Please»                                 | 2018 | —               | —               | —               | —               | —               | —               | —               | —               |             | Вне альбома |
| «Jigsaw» (Совместно с The Him)                  | 2018 | —               | —               | —               | —               | —               | —               | —               | —               |             | Вне альбома |
| «Save Me» (Совместно с Mesto)                   | 2018 | —               | —               | —               | —               | —               | —               | —               | —               |             | Вне альбома |
| «Solid»                                         | 2018 | —               | —               | —               | —               | —               | —               | —               | —               |             | Вне альбома |
| «Let Me Tell You Something»                     | 2018 | —               | —               | —               | —               | —               | —               | —               | —               |             | Вне альбома |

### Ремиксы
| Название             | Год  | Исполнитель                                             | Лейбл                        |
| -------------------- | ---- | ------------------------------------------------------- | ---------------------------- |
| «Hey DJ»             | 2012 | The Opposites                                           | TopNotch                     |
| «Wild Ones»          | 2012 | Flo Rida при участии Sia                                | Jay Hardway                  |
| «Rattle»             | 2012 | Bingo Players                                           | Hysteria                     |
| «You're In My Head»  | 2013 | Someday                                                 | Universal                    |
| «I Feed You My Love» | 2013 | Margaret Berger                                         | Polydor                      |
| «D.I.Z.Z.Y»          | 2013 | Dr. Papasov                                             | Twisted Plastic              |
| «The Drop»           | 2014 | Lethal Bizzle                                           | Polydor                      |
| «Mode»               | 2016 | Bingo Players                                           | Hysteria/Spinnin' Records    |
| «Runaways»           | 2016 | Sam Feldt & Deepend совместно с Teemu                   | Spinnin' Records             |
| «Over The Edge»      | 2017 | Borgeous & tyDi feat. Dia                               | Geousus Records/Armada Music |
| «These Heights»      | 2017 | Bassjackers x Lucas & Steve совместно с Caroline Pennel | Spinnin' Remixes             |